# The 7th Saga
The 7th Saga (エルナード, Elnard) est un jeu vidéo de rôle développé par Produce! et édité par Enix, sorti en 1993 sur Super Nintendo.

## Accueil
- Dragon Magazine : 3/5[1]
- Electronic Gaming Monthly : 31/40[2]
- GamePro : 15,5/20[3]
- Nintendo Power : 3,9/5[4]